# Isla Tussok
La isla Tussok es una isla de 0,2 millas náuticas (0,4 kilómetros) de largo, cerca del lado oeste de la Isla Annenkov, del archipiélago de las Georgias del Sur. A raíz de los trabajos geológicos de la British Antarctic Survey (BAS), entre 1972 y 1973, fue nombrado "tussok" por las hierbas de Poa flabellata que crecen en la isla.
La isla es administrada por el Reino Unido como parte del territorio de ultramar de las Islas Georgias del Sur y Sandwich del Sur, pero también es reclamada por la República Argentina que la considera parte del departamento Islas del Atlántico Sur dentro de la provincia de Tierra del Fuego, Antártida e Islas del Atlántico Sur.